# TRICERATOPS (1998年のアルバム)
TRICERATOPS （トライセラトップス）は、日本のロックバンド、TRICERATOPSの1枚目のアルバム。1998年3月21日、 エピックレコードジャパンよりリリース。 

## 内容
- メジャーデビュー後初のアルバム。
- 初回限定：3面デジパック＋スーパーピクチャーレーベル
- また、初回盤・通常盤両方にステッカーが封入された。
- 2016年8月24日には、翌年にデビュー20周年を迎えることを記念し、最新リマスタリング、高品質Blu-spec CD2仕様にて、本アルバムが復刻リリースされた。また、同日にはアナログLPもリリースされた。

## 収録曲
| 全作詞・作曲: 和田唱、全編曲: TRICERATOPS。 |                                |        |            |      |
| #                                           | タイトル                       | 作詞   | 作曲・編曲 | 時間 |
| 1.                                          | 「Two Chairs」                 | 和田唱 | 和田唱     | 2:56 |
| 2.                                          | 「彼女のシニヨン」             | 和田唱 | 和田唱     | 3:03 |
| 3.                                          | 「オレンジライター」           | 和田唱 | 和田唱     | 4:02 |
| 4.                                          | 「ロケットに乗って」           | 和田唱 | 和田唱     | 5:05 |
| 5.                                          | 「復刻ジーンズ」               | 和田唱 | 和田唱     | 2:07 |
| 6.                                          | 「Raspberry」                  | 和田唱 | 和田唱     | 4:15 |
| 7.                                          | 「Star Jet」                   | 和田唱 | 和田唱     | 5:17 |
| 8.                                          | 「プレゼント」                 | 和田唱 | 和田唱     | 4:00 |
| 9.                                          | 「アイ・ラブ・エスカレーター」 | 和田唱 | 和田唱     | 3:44 |
| 10.                                         | 「My Skywalker's T-Shirt」     | 和田唱 | 和田唱     | 5:05 |
| 合計時間:                                   | 合計時間:                      | 39:34  |            |      |

### 楽曲解説
1. Two Chairs
2. 彼女のシニヨン
2ndシングル曲。
3. オレンジライター
4. ロケットに乗って
3rdシングル曲。
5. 復刻ジーンズ
6. Raspberry
1stシングル曲。
7. Star Jet
1stシングルのカップリング曲。
8. プレゼント
当初メンバーはこの曲や「Star Jet」を1stシングルとして発売しようと推していた。
9. アイ・ラブ・エスカレーター
10. My Skywalker's T-Shirt